# 가케정
가케정(일본어: 加計町)은 일본 히로시마현의 서부에 있던 정으로, 야마가타군에 속했다. 2004년 10월 1일, 야마가타군 가케정, 도고치정, 쓰쓰가촌 등 3개 정·촌이 합병, 아키오타정이 신설되고 폐지되었다.

## 연혁
- 1889년 4월 1일 - 시정촌 시행으로 가케촌, 도노가촌, 야스노촌이 성립하였다.
- 1898년 2월 10일 - 정으로 승격해 가케정이 되었다.
- 1954년 8월 10일 - 가케정과 도노가촌이 대등합병해 가케정이 성립하였다.
- 1956년 9월 30일 - 가케정과 야스노촌이 대등합병해 가케정이 성립하였다.
- 2004년 10월 1일 - 야마가타군의 가케정, 도고치정 및 쓰쓰가촌 등 3개 정·촌이 대등합병하여 아키오타정이 신설되고, 가케정 등은 소멸하였다.

## 교통

### 도로
- 주고쿠 자동차도
- 국도 제186호선
- 국도 제191호선 (일본)(일본어판)
- 국도 제433호선 (일본)(일본어판)
- 국도 제434호선 (일본)(일본어판)